# Jeddah Tower
Jeddah Tower (dříve zvaný také jako Mile-High Tower nebo Kingdom Tower, česky Džidda Tower) je rozestavěný mrakodrap ve městě Džidda v Saúdské Arábii na pobřeží Rudého moře. Jeho plánovaná výška by měla být více než 1000 metrů, čímž se stane nejen nejvyšší budovou světa (současný rekord drží Burj Khalifa v Dubaji – 828 m), ale také první budovou, která pokoří kilometrový milník. Měla by obsahovat minimálně 167 podlaží a bude součástí nového městského komplexu Jeddah Economic City. Celkové náklady budou dosahovat více než 1,2 miliardy amerických dolarů. Stavba spotřebuje více než 80 tisíc tun oceli. Výstavba byla zahájena dne 1. dubna 2013 a s dokončením se původně počítalo na konec roku 2019. Stavba však byla přerušena v lednu 2018. Dne 3. října 2024 JEC oznámilo znovuobnovení prací. Dokončení stavby se předpokládá na rok 2028.

## Historie projektu

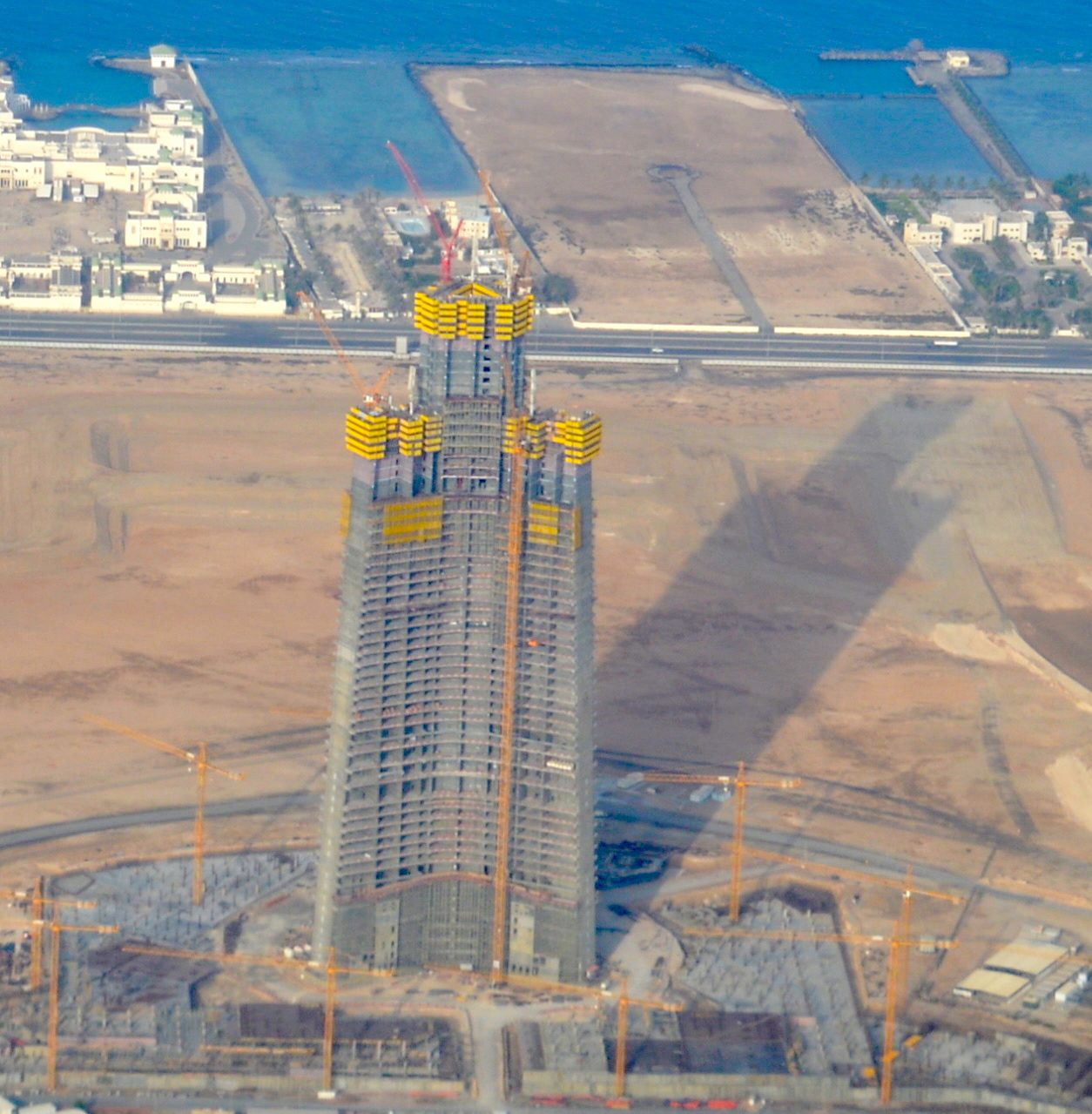
Stav Jeddah Tower v červnu 2017

První informace o projektu byly zveřejněny v roce 2008. Původní návrh počítal s výškou jedné míle, tedy více než 1600 metrů. V roce 2010 bylo oznámeno, že výška budovy bude nejméně 1000 metrů. Dne 2. srpna 2011 podepsala investiční firma Kingdom Holding Co. (KHC) dohodu s firmou Saudi Binladen Group o výstavbě budovy za 4,6 miliardy rijálů. Architekty stavby jsou Gordon Hill a Adrian Smith, který navrhl současný nejvyšší mrakodrap světa Burdž Chalífa pro dubajskou developerskou společnost Emaar Properties. Na stavbě se podílí i pardubická výtahová firma PEGA.
Na konci roku 2017 byla věž již z jedné třetiny postavena a železobetonové jádro sahalo do výšky 252 metrů. V lednu 2018 však byla výstavba vlastníkem JEC přerušena. Důvodem byly problémy s dodavatelem, jakožto následkem saúdskoarabských čistek v letech 2017–2019. Od té doby byly veškeré stavební práce pozastaveny. Svůj podíl na tom měla i následná pandemie covidu-19. V září 2023 týdeník Middle East Economic Digest (MEED) oznámil, že se projekt restartoval a byla vydána žádost na návrhy kontraktu pro dokončení stavby věže. V květnu 2024 architekt potvrdil, že stavba má být obnovena, přičemž dokončena by měla být za 4 až 5 let.

## Popis
Jeddah Tower budou tvořit tři „křídla", mezi nimi bude jedno technické jádro pro zázemí věže, jako jsou výtahy a rozvod sítí. Křídla doplní sada zoubků připomínající žábry. Budova je koncipována tak, že si budou jednotlivé části jako například křídla a žábry stínit, což celkově ochladí budovu v extrémních teplotách Saúdské Arábie. Budova bude mít speciální izolační zdi, které by měly zajistit úsporu energie. V 157. podlaží se bude nacházet 30 metrů široká kruhová vyhlídka.

## Průběh stavby
- 1. dubna 2013 – zahájení stavby, budování základů (pilotů)
- 1. prosinec 2013 – dokončeny piloty, stavba podzemních částí
- 1. září 2014 – zahájení stavby nadzemní části
- 7. června 2015 – práce ve 23. patře
- 1. ledna 2016 – práce ve 31. patře, výška stavby 115 metrů
- 13. července 2016 – práce ve 44. patře
- 15. březen 2017 – práce v 53. patře, výška stavby 214 metrů